# Zlatari (Reszen)
Zlatari (macedónul: Златари) település Észak-Macedóniában, a Pelagonijai körzet Reszeni járásában.

## Népesség
| Lakosok száma | 385  | 347  | 290  | 210  | 156  | 125  | 124  | 118  | 72   |
|               | 1948 | 1953 | 1961 | 1971 | 1981 | 1991 | 1994 | 2002 | 2021 |

- 2002-ben 118 lakosa volt, akik közül 117 macedón és 1 egyéb.